# Бузькі Пороги
Бузькі Пороги (до 2016 року — Куйбишевка) — село в Україні, у Прибузькій сільській громаді Вознесенського району Миколаївської області. Населення становить 6 осіб. До 2017 року орган місцевого самоврядування — Богданівська сільська рада.
19 травня 2016 року Верховна Рада України, виконуючи закон про декомунізацію, своєю постановою перейменувала село Куйбишевку на Бузькі Пороги.